# The Dungeons Are Calling
The Dungeons Are Calling es el segundo álbum de estudio de la banda estadounidense de heavy metal Savatage. Se lanzó en 1984 a través de Combat Records. Aunque el álbum no se vio publicado hasta aquel año, la mayoría de sus composiciones, así como las del disco anterior, Sirens, habían estado en los setlists de la banda desde 1979 y eran parte de los EP Live In Clearwater y City Beneath The Surface.
Las canciones de The Dungeons Are Calling fueron grabadas en 1980, en el mismo periodo de tiempo en que se hizo Sirens.

## Listado de canciones
| N.º | Título                      | Escritor(es)                          | Duración |  |
| 1.  | «The Dungeons Are Calling»  | Jon Oliva, Criss Oliva, Keith Collins | 4:55     |  |
| 2.  | «By the Grace of the Witch» | Jon Oliva, Criss Oliva                | 3:16     |  |
| 3.  | «Visions»                   | Jon Oliva, Criss Oliva                | 3:05     |  |
| 4.  | «Midas Knight»              | Jon Oliva, Criss Oliva, Keith Collins | 4:24     |  |
| 5.  | «City Beneath the Surface»  | Jon Oliva, Criss Oliva                | 5:49     |  |
| 6.  | «The Whip»                  | Jon Oliva                             | 3:31     |  |

| Bonus Tracks (Relanzamiento de 1994 en formato CD) |                          |                        |          |  |
| N.º                                                | Título                   | Escritor(es)           | Duración |  |
| 7.                                                 | «Fighting for Your Love» | Jon Oliva, Criss Oliva | 3:20     |  |
| 8.                                                 | «Sirens (Live)»          | Jon Oliva, Criss Oliva | 3:21     |  |

| Bonus Tracks (Relanzamiento de 2002 con Metal Blade) |                               |                        |          |  |
| N.º                                                  | Título                        | Escritor(es)           | Duración |  |
| 7.                                                   | «Metalhead» (Demo)            | Jon Oliva, Criss Oliva | 4:46     |  |
| 8.                                                   | «Before I Hang» (Demo)        | Jon Oliva, Criss Oliva | 4:12     |  |
| 9.                                                   | «Stranger in the Dark» (Demo) | Jon Oliva, Criss Oliva | 5:01     |  |

| Bonus Track (Relanzamiento de 2011 con EarMusic ) |                                     |                        |          |  |
| N.º                                               | Título                              | Escritor(es)           | Duración |  |
| 16.                                               | «In The Dream» ((acoustic version)) | Jon Oliva, Criss Oliva | 3:34     |  |

## Formación
- Jon Oliva - voz y piano
- Criss Oliva - guitarras y coros
- Keith Collins - bajo y coros
- Steve Wacholz - batería y percusión

## Producción
- Danny Johnson - Productor
- Jim Morris - Técnico
- Terry Oakes - Material gráfico, ilustraciones
- Mike Fuller - Masterización
- Eddy Schreyer - Remasterización